# Loxley (Alabama)
Loxley – miasto w Stanach Zjednoczonych, w stanie Alabama, w hrabstwie Baldwin. Według danych na rok 2020 miejscowość zamieszkiwało 3710 osób, a gęstość zaludnienia wyniosła 44,4 os./km².

## Geografia

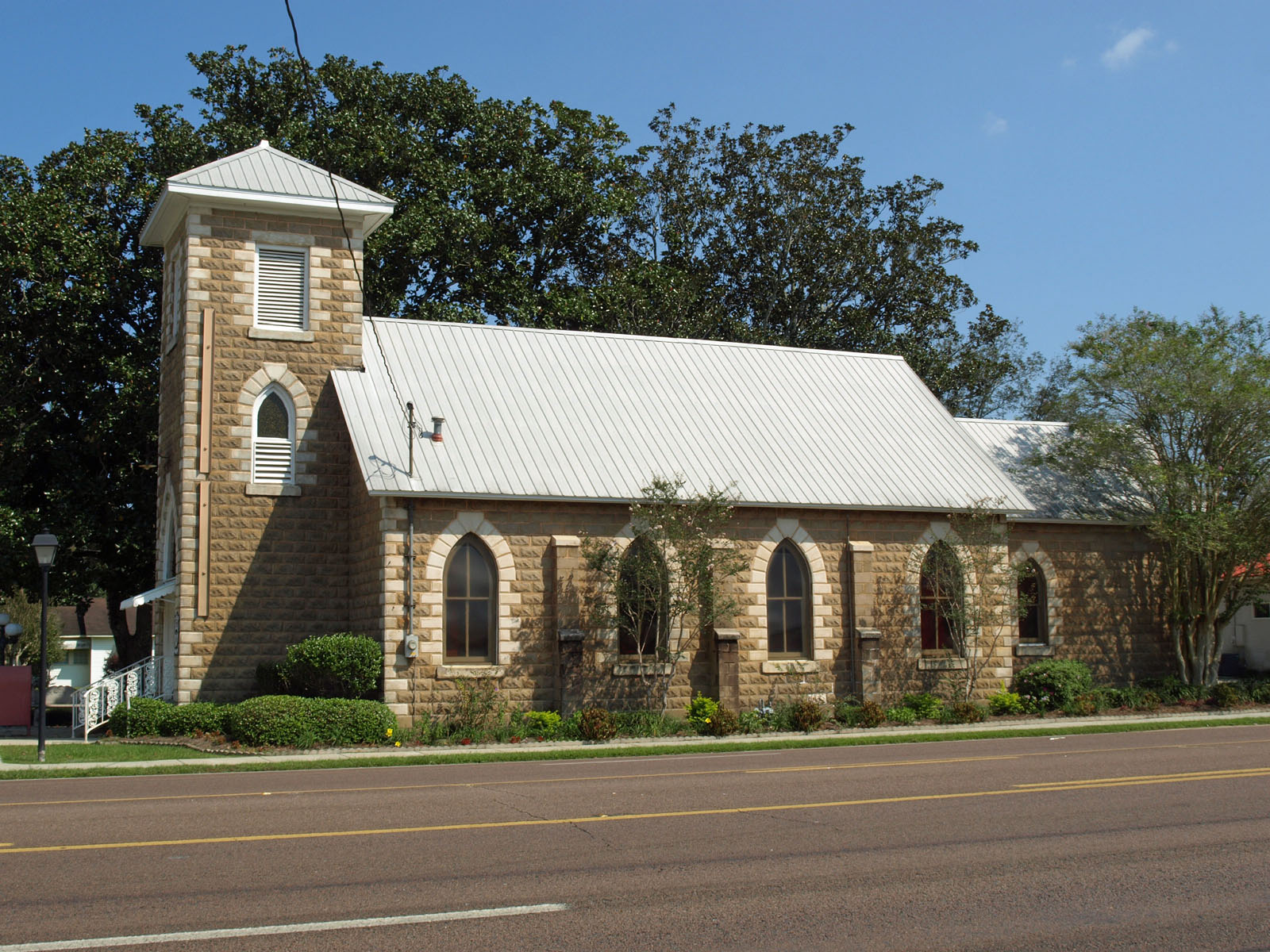
Kościół św. Patryka w Loxley

Loxley ma łączną powierzchnię 83,54 km², w tym 82,55 km² stanowi ląd, a 0,99 km² stanowią wody. Miejscowość jest położona 52  m n.p.m..

### Klimat

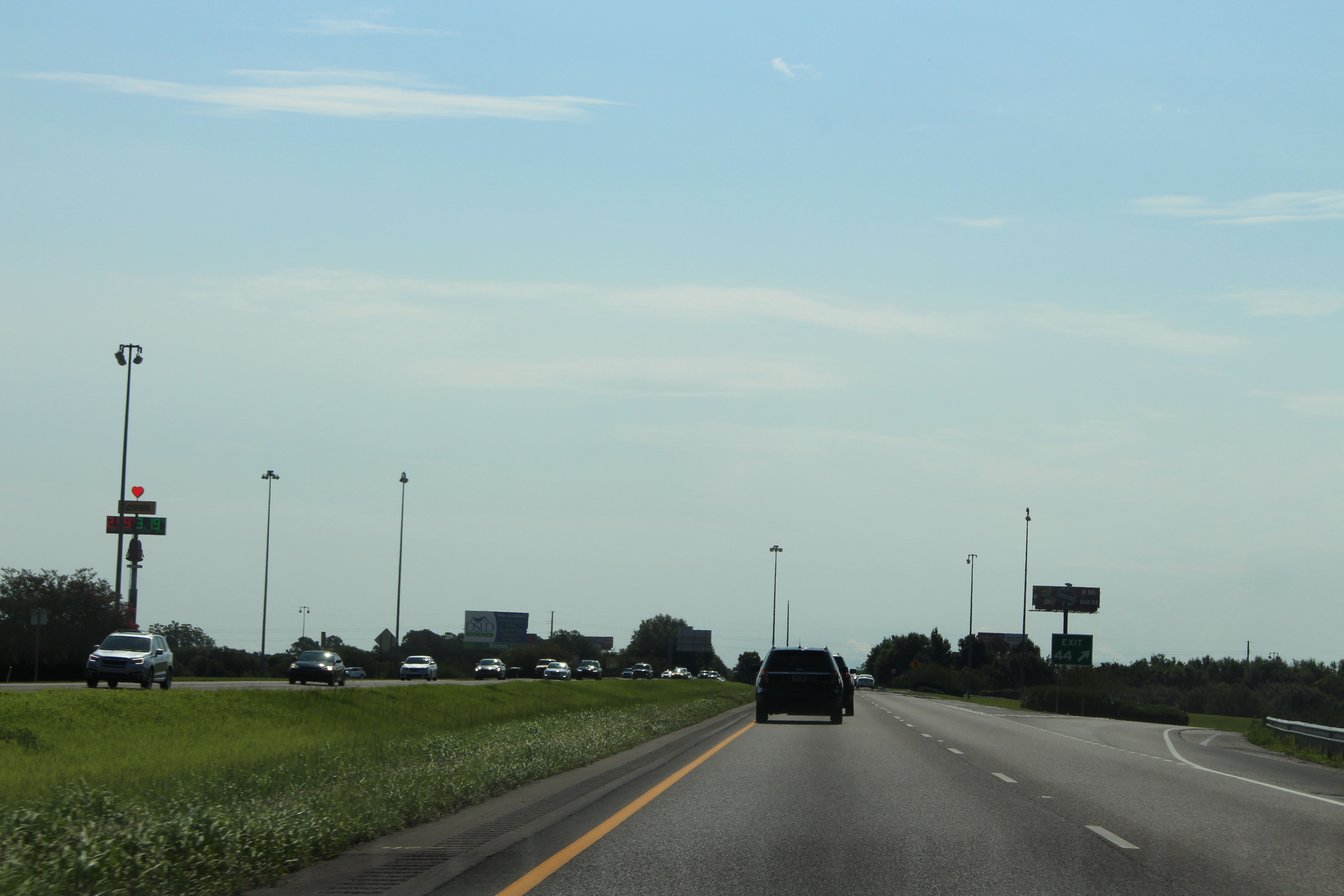
Fragment drogi stanowej nr. 59, zjazd na Loxley

Średnia temperatura wynosi +19 °C. Najcieplejszym miesiącem jest czerwiec (+25 °C), a najzimniejszym miesiącem jest styczeń (+10 °C). Średnie opady wynoszą 1855 mm rocznie. Najbardziej wilgotnym miesiącem jest luty (237 mm opadów), a najbardziej suchym miesiącem jest październik (58 mm opadów).

## Demografia

### Spis powszechny z 2010 roku
W 2010 roku Loxley zamieszkiwało 1632 osoby, a gęstość zaludnienia wyniosła 19,53 os./km². Miasto liczyło wówczas 643 gospodarstwa domowe, w których mieszkało 453 rodziny. Większość mieszkańców (84,4%) stanowili biali, natomiast 9,4% mieszkańców stanowili przedstawiciele rasy czarnej. Pozostałe 6,2% mieszkańców stanowili Azjaci (0,6%), Latynosi (4,9%) oraz przedstawiciele rdzennej ludności (0,7%).

### Spis powszechny z 2020 roku
Według danych na rok 2020 Loxley liczyło 1388 gospodarstw domowych, w których mieszkało 1179 rodzin. Większość mieszkańców (74,15%) stanowili biali, natomiast 10,43% mieszkańców stanowili przedstawiciele rasy czarnej. Pozostałe 15,42% mieszkańców stanowili Azjaci (1,83%), Latynosi (6,58%), przedstawiciele rdzennej ludności (0,38%) oraz 6,63% pozostałe rasy człowieka.
Historyczna populacja:
| Rok        | 1960 | 1970  | 1980  | 1990   | 2000   | 2010   | 2020    |
| ---------- | ---- | ----- | ----- | ------ | ------ | ------ | ------- |
| Ludność    | 831  | 859   | 804   | 1161   | 1348   | 1632   | 3710    |
| Zmiana w % |      | +3,4% | –6,4% | +44,4% | +16,1% | +21,1% | +127,3% |

## Transport
Przez Loxley przebiega autostrada międzystanowa Interstate 10 oraz Droga stanowa Alabama nr 59.